# Friedrich Wilhelm von Seydlitz

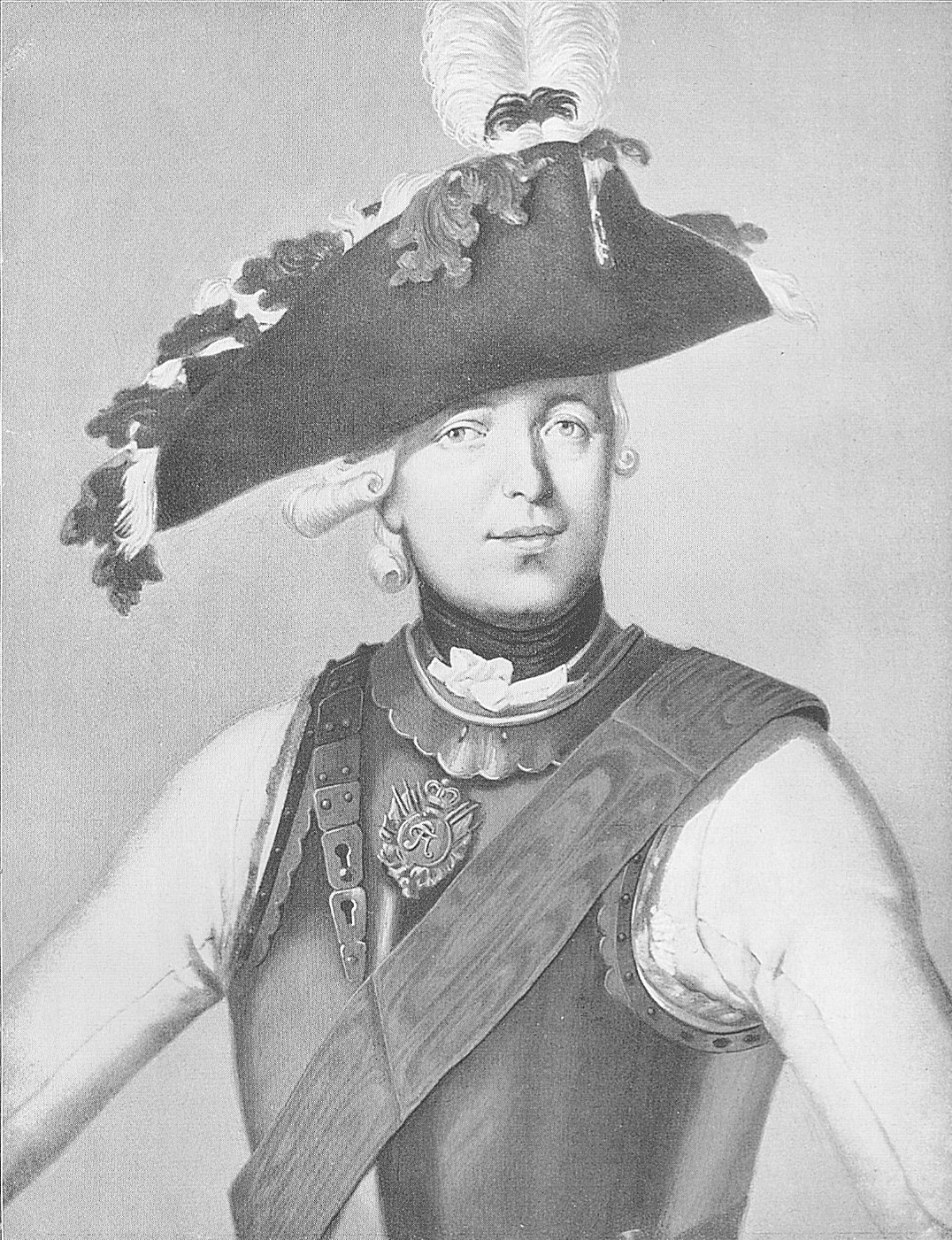
Friedrich Wilhelm von Seydlitz

Friedrich Wilhelm Freiherr von Seydlitz-Kurzbach (ur. 3 lutego 1721 w Kalkar, zm. 27 sierpnia 1773 w Oławie) – pruski generał, dowódca kawalerii.
Pochodził z wojskowej rodziny, jego ojciec był majorem kawalerii. Wcześnie wstąpił do armii, dzięki protekcji przyjaciół ojca. W czasie I wojny śląskiej (1740–1742) był podoficerem i w 1742, w bitwie pod Bojanowem i Krzanowicami dostał się do niewoli austriackiej, jednak wcześniej zwrócił swą odwagą uwagę króla Fryderyka Wielkiego, który osobiście działał na rzecz wymiany Seydlitza, a następnie mianował go kapitanem.
Po drugiej wojnie śląskiej (1744–1745), w której zasłynął udanymi manewrami jazdy pod swoim dowództwem, awansowany na majora w wieku 24 lat. W czasie pokoju objął dowództwo pułku jazdy, a w 1755 dostał stopień pułkownika.
W trakcie wojny siedmioletniej brał udział w bitwie pod Pragą w 1757 i bitwie pod Kolinem w 1757. W tej ostatniej poprowadził błyskotliwą szarżę, która choć nie uratowała armii pruskiej przed klęską, to jednak przyniosła von Seydlitzowi awans na generała-majora. Komenderując jazdą, odegrał kluczową rolę w zwycięstwie wojsk pruskich nad Francuzami w bitwie pod Rossbach w 1757, gdzie dowodził rozstrzygającymi szarżami kawalerii. Za to awansowany został na generała porucznika. Znaczną rolę odegrał także w czasie bitwy pod Sarbinowem (Zorndorf) w 1758 na Pomorzu, gdzie zapewnił Prusom zwycięstwo nad armią rosyjską.
Odegrał też znaczną rolę w czasie nieudanej dla Prus bitwy pod Hochkirch w 1758 skutecznie osłaniając wycofującą się armię pruską, a w czasie katastrofalnej klęski pod Kunowicami w 1759 został ranny.
Po zakończeniu wojny został mianowany inspektorem kawalerii na Śląsku. Z inicjatywy generała zbudowano obszerny pałac we wsi Minkowskie i w tym majątku Seydlitz został też pochowany.
Nazwiskiem generała Seydlitza nazwano niemiecki krążownik liniowy SMS Seydlitz wodowany w 1912 i ciężki krążownik Seydlitz z 1939.